# John C. Stennis
John Cornelius Stennis (3 de agosto de 1901– 23 de abril de 1995) foi um senador norte-americano pelo estado do Mississippi. Stennis foi membro do Partido Democrata, que serviu no senado por 41 anos, sendo o membro mais velho na Casa de Representantes na época de sua aposentadoria. John Stennis ficou conhecido por ser um forte defensor da segregação racial como política nacional, apesar de ter mudado de ideias quanto a isso com o tempo. Em sua honra, o porta-aviões USS CVN-74 recebeu o nome do ex-senador.